# Himid Mao Mkami
Himid Mao Mkami (ur. 15 listopada 1992 w Dar es Salaam) – tanzański piłkarz grający na pozycji defensywnego pomocnika. Od 2021 jest zawodnikiem klubu Ghazl El-Mehalla.

## Kariera klubowa
Swoją karierę piłkarską Mao Mkami rozpoczął w klubie Azam FC. W 2013 roku zadebiutował w nim w tanzańskiej pierwszej lidze. Grał w nim do 2018 roku. Z klubem tym pięciokrotnie wywalczył wicemistrzostwo Tanzanii w sezonach 2011/2012, 2012/2013, 2014/2015, 2015/2016 i 2017/2018 oraz mistrzostwo w sezonie 2013/2014.
Latem 2018 Mao Mkami przeszedł do egipskiego klubu Petrojet FC. Swój debiut w nim zaliczył 31 lipca 2018 w zremisowanym 0:0 domowym meczu z Zamalekiem. W zespole Petrojetu grał przez rok.
W 2019 roku Mao Mkami został piłkarzem ENPPI Club, a swój debiut w nim zanotował 21 września 2019 w przegranym 0:4 wyjazdowym spotkaniu z Pyramids FC. W zespole ENPPI występował przez rok.
Latem 2020 Mao Mkami przeszedł do El-Entag El-Harby SC. Zadebiutował w nim 25 lutego 2021 w zremisowanym 0:0 domowym meczu z ENPPI Club. W sezonie 2020/2021 spadł z nim do drugiej ligi.
W 2021 roku Mao Mkami został zawodnikiem Ghazl El-Mehalla. Swój debiut w nim zaliczył 28 października 2021 w zremisowanym 1:1 domowym meczu z Al-Masry Port Said. 
| Sezon   | Klub                 | Kraj     | Rozgrywki                   | Mecze | Bramki |
| ------- | -------------------- | -------- | --------------------------- | ----- | ------ |
| 2010/11 | Azam FC              | Tanzania | Ligi kuu Bara               | ?     | ?      |
| 2011/12 | Azam FC              | Tanzania | Ligi kuu Bara               | ?     | ?      |
| 2012/13 | Azam FC              | Tanzania | Ligi kuu Bara               | ?     | ?      |
| 2013/14 | Azam FC              | Tanzania | Ligi kuu Bara               | ?     | ?      |
| 2014/15 | Azam FC              | Tanzania | Ligi kuu Bara               | ?     | ?      |
| 2015/16 | Azam FC              | Tanzania | Ligi kuu Bara               | ?     | ?      |
| 2016/17 | Azam FC              | Tanzania | Ligi kuu Bara               | ?     | ?      |
| 2017/18 | Azam FC              | Tanzania | Ligi kuu Bara               | ?     | ?      |
| 2018/19 | Petrojet FC          | Egipt    | Ad-Dauri al-Misri al-Mumtaz | 30    | 1      |
| 2019/20 | ENPPI Club           | Egipt    | Ad-Dauri al-Misri al-Mumtaz | 22    | 0      |
| 2020/21 | El-Entag El-Harby SC | Egipt    | Ad-Dauri al-Misri al-Mumtaz | 22    | 1      |
| 2021/22 | Ghazl El-Mehalla     | Egipt    | Ad-Dauri al-Misri al-Mumtaz | 31    | 2      |

## Kariera reprezentacyjna
W reprezentacji Tanzanii Mao Mkami zadebiutował 19 listopada 2013 roku w zremisowanym 0:0 towarzyskim meczu z Zimbabwe, rozegranym w Dar es Salaam. W 2019 roku powołano go do kadry na Puchar Narodów Afryki 2019. Zagrał w nim w trzech meczach grupowych: z Senegalem (0:2), z Kenią (2:3) i z Algierią (0:3).